# Македонська футбольна Друга ліга
Македонська футбольна Друга ліга (мак. Македонска Втора Лига) — друга за рівнем ліга Македонії з футболу.

## Регламент
За регламентом ліга складається з 16 команд, які грають у два кола. Дві найкращі команди напряму виходять у Першу лігу на наступний сезон, а команди, які посіли 3-е і 4-е місця у Другій лізі, грають перехідні матчі з командами що зайняли 9-е і 10-е місця в Першій лізі. 
Крім того, п'ять найгірших команд другої ліги вибувають до Третьої.
З сезону 2017/18 змагання проходять за регіональним принципом захід-схід, переможці двох груп кваліфікуються до Першої ліги.

## Переможці
- 1996 — «Шкендія»
- 1997 — «Скоп'є»
- 1998 — «Шкендія»
- 1999 — «Куманово»
- 2000 — «Шкендія»
- 2001 — «Куманово»
- 2002 — «Тіквеш»
- 2003 — «Башкімі»
- 2004 — «Брегальниця»
- 2005 — «Влазрімі»
- 2006 — «Пелістер»
- 2007 — «Мілано»
- 2008 — «Турново»
- 2009 — «Тетекс (Тетово)»
- 2010 — «Шкендія»
- 2011 — «11 Октомврі»
- 2012 — «Пелістер»
- 2013 — «Македонія Гьорче Петров»
- 2014 — «Сілекс»
- 2015 — «Шкупі»
- 2016 — «Побєда»
- 2017 — «Академія Пандєва»
- 2018 — Беласиця (Струмиця) (схід), Македонія Гьорче Петров (захід)
- 2019 — Борец (Велес) (схід), Струга (захід)
- 2020 — Беласиця (Струмиця), Пелістер
- 2021 — Брегальниця (Штип) та Тиквеш (схід), Скоп'є (захід)
- 2022 — Побєда (схід), Сілекс (захід)